# Samsonivka, Koriukivka
Samsonivka (în ucraineană Самсонівка) este un sat în comuna Tiutiunnîțea din raionul Koriukivka, regiunea Cernihiv, Ucraina.

## Demografie
Componența lingvistică a localității Samsonivka
     Ucraineană (100%)
Conform recensământului din 2001, toată populația localității Samsonivka era vorbitoare de ucraineană (100%).